# Lasiodiscus rozeirae
Lasiodiscus rozeirae är en brakvedsväxtart som beskrevs av Arthur Wallis Exell. Lasiodiscus rozeirae ingår i släktet Lasiodiscus och familjen brakvedsväxter. Inga underarter finns listade i Catalogue of Life.